# 翁長明弘
翁長 明弘（おなが あきひろ、1987年〈昭和62年〉9月28日 - ）は、日本の元プロバスケットボール選手。沖縄県出身。現役時代のポジションはポイントガード。

## 来歴
小学5年生の時にバスケットボールを始める。那覇市立小禄中学校では、2年次に同級生の上江田勇樹と共に沖縄県大会を制した。中学卒業後は沖縄県立那覇高等学校に進みバスケットボールを続けるも、腰のヘルニアを発症するなど怪我に悩まされた。
高校卒業後、アメリカへ留学するが、腰を痛め治療を余儀なくされる。治療が済み競技に復帰できるようになった後、カリフォルニア州の2年制大学サンタアナ・カレッジに移籍し、学業成績優秀アスリート賞受賞を2度受賞した。
卒業後、JBL2の兵庫ストークスに練習生として入団した後、選手契約を結ぶ。その後デイトリックつくば、つくばロボッツで1シーズンずつ過ごした。
2014年7月、この年より新たにbjリーグに参入する福島ファイヤーボンズと契約。2014-15シーズンの10試合に出場した。福島はシーズン終了後、翁長との契約を更新せず、翁長はアースフレンズ東京Zに移籍した。
2015-16シーズン、試合への出場は2試合に留まったものの、翁長は通訳の役割も果たした。シーズン終了後、チームは翁長との契約を更新せず、翁長は9月19日に自らのブログで引退を発表した。引退後はバスケットボールスクールの指導員に転身した。

## 個人成績
| シーズン | チーム | GP | GS | MPG | FG%  | 3P%  | FT%  | RPG | APG | SPG | BPG | TO  | PPG |
| -------- | ------ | -- | -- | --- | ---- | ---- | ---- | --- | --- | --- | --- | --- | --- |
| 2013-14  | つくば | 17 | 0  | 5.2 | 20.0 | 0.0  | 50.0 | 0.4 | 0.2 | 0.2 | 0   | 0.5 | 0.5 |
| 2014-15  | 福島   | 10 | 0  | 2.2 | 33.3 | 25.0 | 50.0 | 0.2 | 0.2 | 0   | 0   | 0.2 | 0.6 |
| 2015-16  | 東京Z  | 2  | 0  | 2.5 | -    | -    | -    | 0   | 0   | 0   | 0   | 1.0 | 0   |